# Vera Siöcronas torg

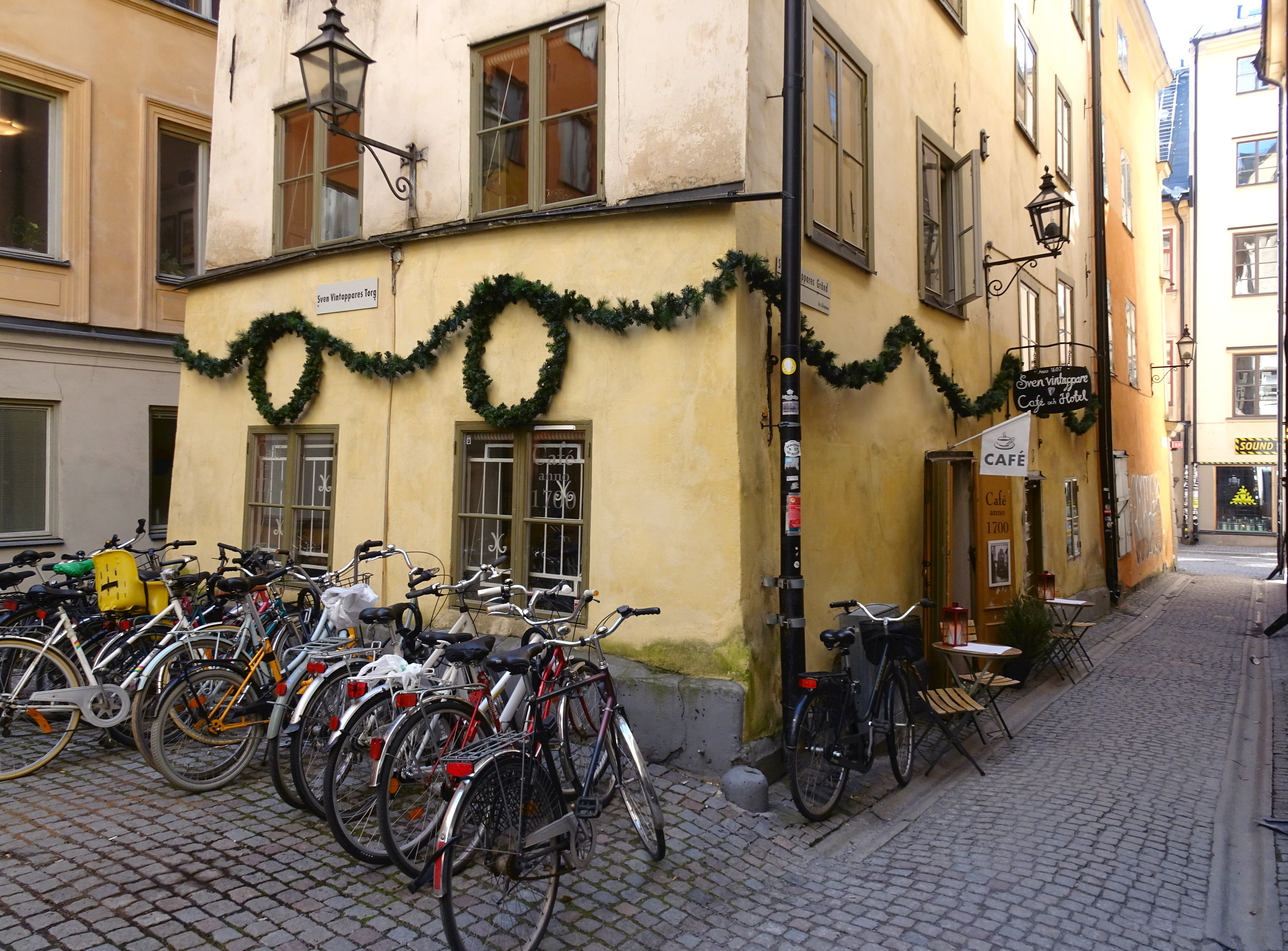
Sven Vintappares torg, 2016.

Vera Siöcronas torg, tidigare Sven Vintappares torg, är ett 50 kvadratmeter stort torg i Gamla stan i Stockholm. Torget bytte namn till Vera Siöcronas Torg i februari 2018 och invigdes officiellt i april samma år av Hembygdsföreningen Gamla stan. Torget anlades på 1700-talets slut, då det användes som vändplan för brandförsvarets hästdragna vagnar. Torget ligger mellan kvarteren Alcmene och Amphitryon och var fram till år 2002 namnlöst.

## Historik

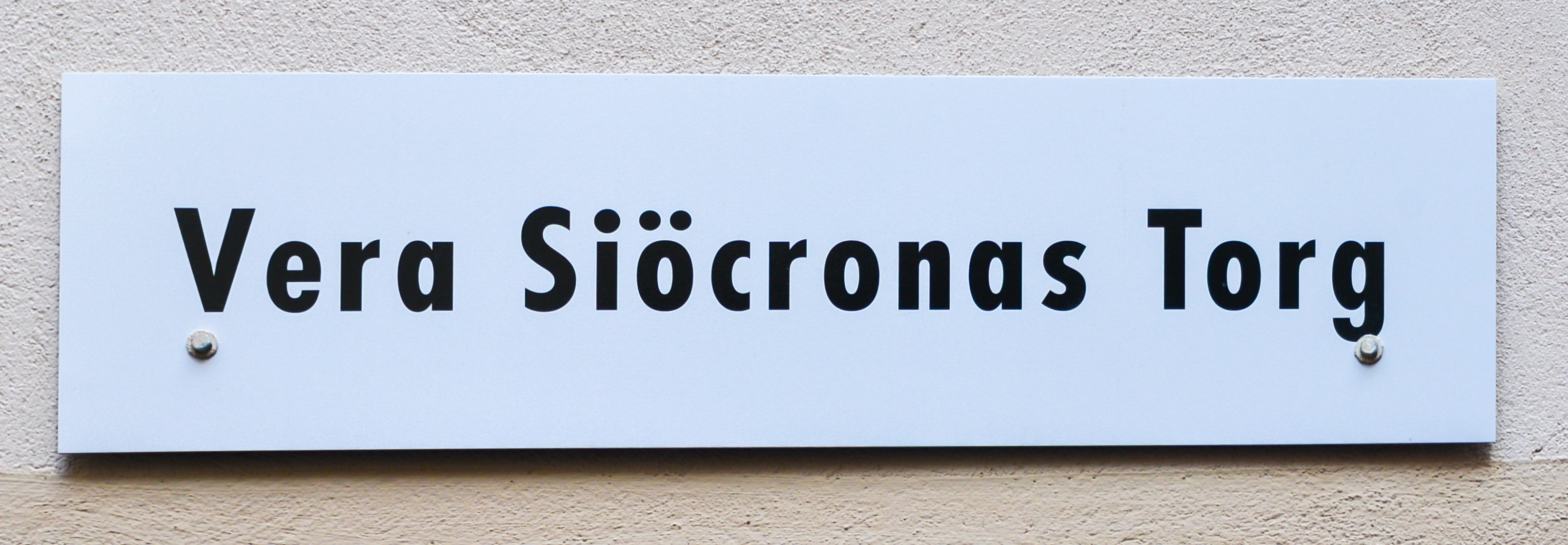

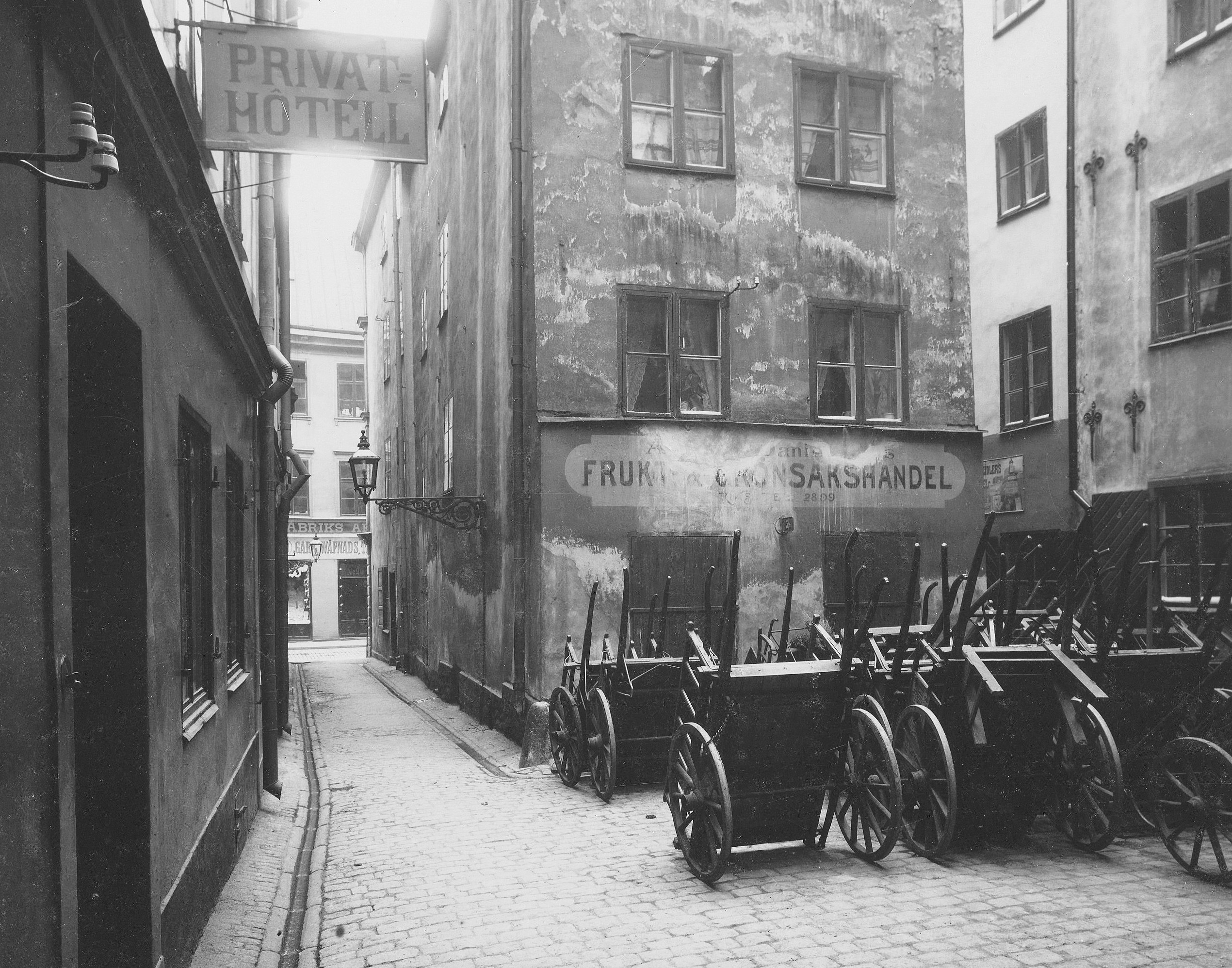
Sven Vintappares torg, 1902.

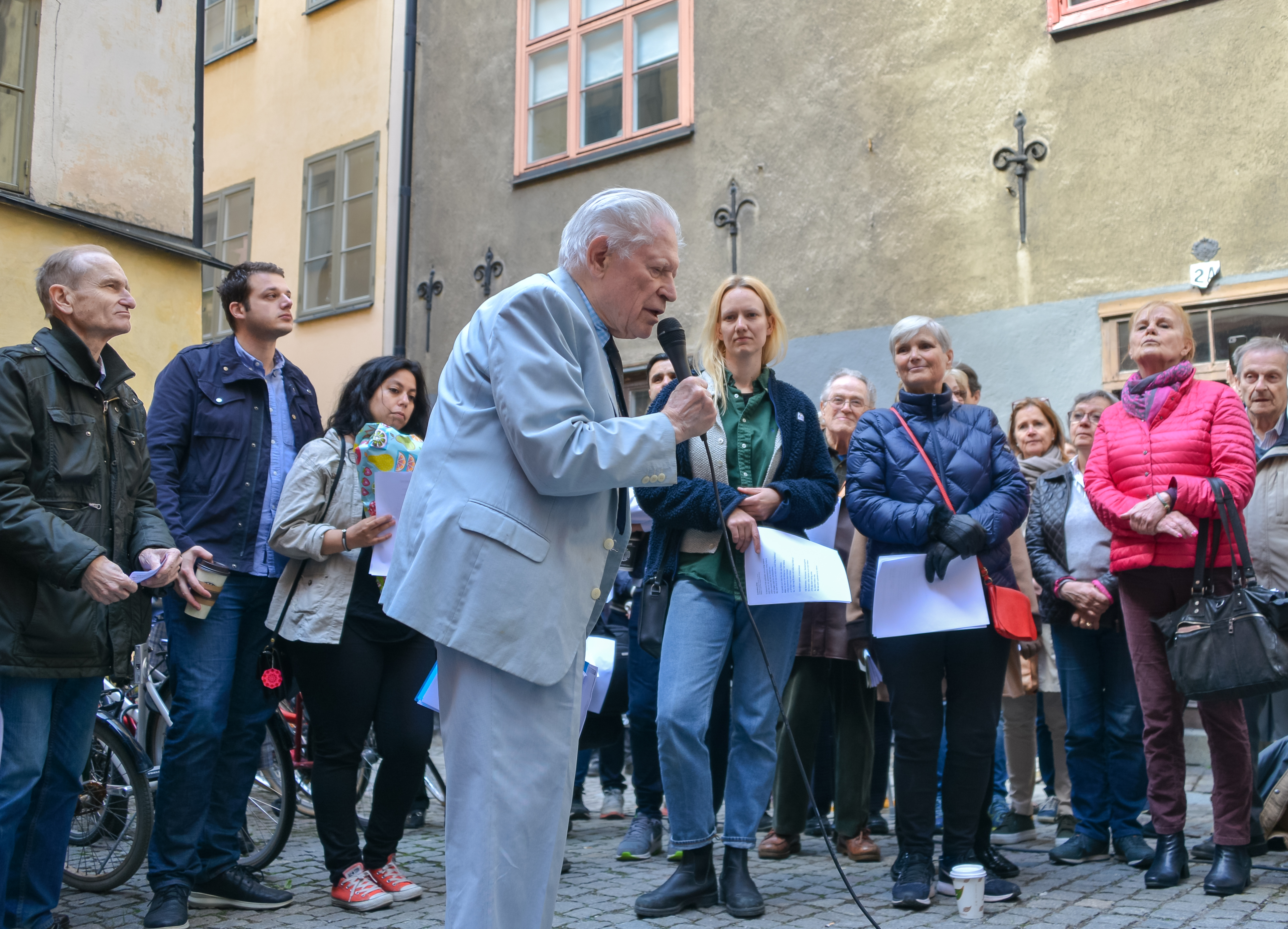
Sture Holmbergh, ordförande i Gamla stans hembygdsförening, i samband med invigningen av Vera Siöcronas Torg den 28 april 2018.

Torget begränsas i söder av Didrik Ficks gränd och i norr av Sven Vintappares gränd. Från den senare fick torget sitt ursprungliga namn.  Med denne Sven menas förmodligen Johan III:s vintappare Sven Staffansson. Han nämns i Stockholms tänkeböcker 1595 i samband med husaffärer och var fastighetsägare i kvarteret Alcmene.
Torget anlades efter ett förslag av stadsarkitekt Johan Eberhard Carlberg (1683–1773), att skapa utrymmen i staden där brandförsvaret kunde vända med häst och vagn utan att spänna av.  Åtgärden skulle underlätta brandsläckning och framkomligheten i de trånga gränderna och därmed förbättra brandsäkerheten på Stadsholmen.
Den lilla vändplatsen skapades genom rivning av den mellersta fastigheten. Det rörde sig om ett hus från 1500-talet i vilket Erik XIV:s rådgivare Jöran Persson bodde på 1560-talet. Genom det nya torget delades kvarteret Alcmene. Den norra delen fick senare det nya kvartersnamnet Amphitryon medan den södra behöll sitt ursprungliga namn. Liknande vändplatser anordnades även på närbelägna Gåstorget samt på Tyska brunnsplan och på Brända tomten. Torget finns inte inritat på Petrus Tillaeus karta från 1733 och inte heller på Jonas Brolins karta från 1771. Vid torget ligger Hotel Sven Vintappare.